# Martin-pêcheur à demi-collier
Alcedo semitorquata
Espèce
Statut de conservation UICN

 LC  : Préoccupation mineure
Le Martin-pêcheur à demi-collier (Alcedo semitorquata) est une espèce d'oiseaux de la famille des Alcedinidae. On le trouve en Afrique (localement en Éthiopie et pays voisins, une partie de l'Afrique australe et de l'Est).